# Hubert Straßl
Hubert Franz Straßl (* 4. Februar 1941 in Linz) ist ein österreichischer Schriftsteller. Unter sechs Pseudonymen, vor allem als Hugh Walker und Ray Cardwell, publiziert er seit den frühen 1960er Jahren Kurzgeschichten, Heft-Romane, Romane sowie Fan-Zeitschriften.

## Leben
Während seines Studiums für das Lehramt gab er seine erste Fan-Zeitschrift heraus. Später wurde er Redakteur der SF-Zeitschrift „Pioneer“ und gehörte zum Wiener SF-Kreis um Ernst Vlcek, Gerd Maximovic, Helmuth W. Mommers und Viktor Farkas. Hubert Straßl schreibt Science Fiction, Fantasy, Horror, hier insbesondere Vampirromane und Kurzkrimis. Zusätzlich ist er als Übersetzer tätig. Straßl erhielt 1985 den Deutschen Fantasy-Preis des von ihm mitgegründeten Ersten Deutschen Fantasy Club e. V.
Hubert Straßl war bis zu deren Tod 2003 mit der Übersetzerin Lore Straßl verheiratet. Er lebt in Bayern und ist bekennender Bob-Dylan-Fan.

## Heftromane
Zu Beginn der 1970er begann er Heftromane in den Bereichen SF und Horror, insbesondere in den Heftserien Vampir-Horror-Roman und Dämonenkiller bei Pabel zu veröffentlichen. Von 1973 bis 1975 arbeitete er an Dragon (Heftroman) mit.
Ab 1980 startete Pabel mit Mythor den zweiten Versuch, in Deutschland eine Fantasy-Heftreihe zu etablieren, Hubert Straßl schrieb bis 1984 siebzehn Romane dafür.
Er übernahm auch die Zusammenfassung und Überarbeitung von Dragon in 19 gebundenen Büchern und des ersten Zyklus von 50 Mythor-Romanen des ersten Zyklus in 17 gebundenen Bücher für den Weltbild-Verlag.
Der fünfbändige „Schattenland“-Zyklus, der 2009/2010 im Taschenbuch beim FanPro Verlag erscheint, enthält ebenfalls Hugh Walker-Romane aus Mythors Welt.

## Terra Fantasy
Anfang der 1970er übernahm er bei Pabel die Betreuung der Terra Fantasy-Taschenbuchreihe, in der erstmals in Deutschland klassische Fantasy-Bücher veröffentlicht wurden.
Innerhalb dieser Reihe brachte er acht Magira-Romane unter dem Namen Hugh Walker heraus, die er in späteren Jahren für andere Editionen mehrfach überarbeitete. Eine weitere Fantasy-Reihe, „Die Welt der Türme“, veröffentlichte er unter dem Pseudonym Ray Cardwell gemeinsam mit Hans Feller.

## Sonstiges
Hubert Straßl ist auch in der Fanszene aktiv. 1966 gründete er gemeinsam mit anderen FOLLOW, die „Fellowship of the Lords of the Lands of Wonder“ (in etwa „Gefolgschaft der Herrscher der Wunderbaren Länder“). Dies begann mit einer enthusiastischen Gruppe von hauptsächlich Wiener Fans, die über Fantasy diskutierten, im Laufe der Jahre entwickelte sich daraus eine Vereinigung mehreren hundert Fantasyfans die bis heute aktiv sind. Gemeinsam mit Eduard Lukschandl entwickelte er Ende der 1960er-Jahre die Fantasywelt Magira und die erste Version des Strategiespiels Armageddon. Die Geschichte Magiras wird im Rahmen von FOLLOW im „Ewigen Spiel“ simuliert, das nach den immer wieder aktualisierten Armageddonregeln gespielt wird.

## Bibliografie
Sofern nicht anders vermerkt, sind alle Titel unter dem Pseudonym Hugh Walker erschienen.
Vampir-Horror-Roman (1972–1978)
- 1 Vampire unter uns
- 14 Das Haus der bösen Puppen
- 16 Herrin der Wölfe
- 20 Die Blutgräfin
- 22 Ich, der Vampir
- 24 Lebendig Begraben
- 40 Die Tochter der Hexe
- 45 Die Blut GmbH
- 46 Drakula lebt!
- 81 Drakulas Rache
- 100 Die gelbe Villa der Selbstmörder
- 123 Die Blutpatrouille
- 184 Hexen im Leib
- 190 Die Robot-Mörder
- 261 Im Wald der Verdammten
- 262 Kreaturen der Finsternis

Taschenbücher:
- 12 Masken des Todes
- 17 Blutfest der Dämonen

Dragon – Söhne von Atlantis (1973–1975)
- 10 Stadt der verlorenen Seelen
- 19 Der Schlangengott
- 20 Die Macht der Götter
- 21 Die Bruderschaft des Großen Meeres
- 33 Ubali, der Panther
- 34 Im Reich der Tiermenschen
- 41 Verdammte des Dschungels
- 42 Der Feuertöter
- 43 Ubali, der Paladin
- 49 Schatten über Myra
- 50 Meister der Dämonen
- 55 Rückkehr nach Atlantis

Magira-Reihen (seit 1975)
1. Reihe in Terra Fantasy Taschenbuch, 1975–1979:
- 1 Reiter der Finsternis. TF #8.
- 2 Das Heer der Finsternis. TF #14.
- 3 Boten der Finsternis. TF #20.
- 4 Gefangene der Finsternis. TF #27.
- 5 "Die Rache der Toten", Erzählung in: Schwerter, Schemen und Schamanen. TF #32.
- 6 Stadt der Götter. TF #33.
- 7 Dämonen der Finsternis. TF #46.
- 8 Diener der Finsternis. TF #56.
- 9 Das Auge und das Schwert. TF #62.

2. Reihe in Terra Fantasy (Neue Folge), 1985–1986:
- 1 Die Welt des Spielers. TF NF #5.
- 2 Die ewige Schlacht. TF NF #7.
- 3 An den Gestaden der Finsternis. TF NF #10.

im Bastei-Lübbe-Taschenbuch:
- Die Welt des Spielers. BL TB #20513, 2005, ISBN 3-404-20513-8.
- Die Macht der Finsternis. BL TB #20525, 2005, ISBN 3-404-20525-1.
- Die Stadt der Götter. BL TB #20536, 2006, ISBN 3-404-20536-7.
- Die Ufer der Wirklichkeit. BL TB #20551, 2006, ISBN 3-404-20551-0.

Außerdem:
- Die Welt des Spielers. Bernt, Neuwied 1996, ISBN 3-930515-06-7.

Bei Emmerich Books:
- Hugh Walkers Magira. Der komplette Zyklus (Hardcover-Sonderausgabe). Konstanz 2018.
- Magira-Zyklus Teil 1: Von den Gestaden der Finsternis... Konstanz 2019, ISBN 978-1795637183

- Magira-Zyklus Teil 2: ...zu den Ufern der Wirklichkeit. Konstanz 2019, ISBN 978-1795638319

Mythor (1980 bis 1984)
- 1 Der Sohn des Kometen
- 14 Der magische Turm
- 69 Die Barbaren
- 78 Aufbruch der Barbaren
- 81 Herr der Stürme
- 90 Triumph der Großen Horde
- 91 Das Ende eines Dämons
- 105 Im Schatten der Schlange
- 106 Die Wiege des Bösen
- 111 Das Grab des Tauren
- 118 Die Elvenbrücke
- 125 Der Wettermacher
- 130 Das Auge des Kriegers
- 137 Heerführer der Finsternis
- 141 Fluch der Hestande
- 147 Geist der Aegyr

Außerdem:
- mit Hanns Kneifel: Am Morgen einer neuen Zeit. Schattenland 1. FanPro, 2009.
- Zauberei in Tainnia : ein Roman aus Mythors Welt. Emmerich Books & Media, Konstanz 2015, ISBN 978-1-5173-4914-1.

Die Welt der Türme (mit Hans Feller als Ray Cardwell)
- Als die Hexer starben. Terra Fantasy #87, 1981.
- Herrin der Welt. Terra Fantasy #94, 1982.

Weitere Romane
- Rebellion der Talente. Terra Nova #182, 1971.
- Das Heer der Untoten. Dämonenkiller Heft #89, 1976.
- Bestien der Nacht. Dämonenkiller Taschenbuch #24, 1976.
- Die Hölle in mir. Bastei Dämonen-Land #50, 1991. Auch als: Blitz Phantastische Romane #13, 1998, ISBN 3-932171-13-6.
- Legende des Grauens. Bastei Dämonen-Land #150, 1995.
- Das Signal. Blitz Phantastische Romane #6, 1997, ISBN 3-932171-06-3.
- Die Totenweckerin. Blitz Phantastische Romane #14, 1998, ISBN 3-932171-14-4.
- Drakula. Blitz Phantastische Romane #12, 1998, ISBN 3-932171-12-8.
- Dorf des Grauens. Emmerich Books & Media, Konstanz 2013, ISBN 978-1-4922-8226-6.

Sammlungen
- Blut-GmbH : der komplette Drakula-Zyklus. Emmerich Books & Media, Konstanz 2013, ISBN 978-1-4912-9425-3.
- Die Toten lieben anders : 3 abgeschlossenen Vampirromane. Emmerich Books & Media, Konstanz 2014, ISBN 978-1-4949-5683-7.
- Vollmondbestien : Hugh Walkers Werwolfromane in einem Band. Emmerich Books & Media, Konstanz 2014, ISBN 978-1-4995-7996-3.
- Real-Phantasie : Hugh Walkers Science-Fiction Mini-Serie. Emmerich Books & Media, Konstanz 2014, ISBN 978-1-5032-1696-9.
- Hexenbrut. Emmerich Books & Media, Konstanz 2014, ISBN 978-1-4975-5368-2.
- Des Teufels Magie. Emmerich Books & Media, Konstanz 2014, ISBN 978-1-5009-4906-8.
- Alles Licht der Welt : 3 Science-Fiction-Romane. Emmerich Books & Media, Konstanz 2015, ISBN 978-1-5076-3591-9.
- Saat des Grauens und andere Geschichten. Emmerich Books & Media, Konstanz 2016, ISBN 978-1-5196-4534-0.
- mit Franz Schwabeneder: Reich ohne Schatten : Phantastische Erzählungen. Emmerich Books & Media, Konstanz 2016, ISBN 978-1-5196-4525-8.
- Der Okkultist : 3 paranormale Horror-Romane. Emmerich Books & Media, Konstanz 2016, ISBN 978-1-4936-8749-7.

als Herausgeber
- Schwerter, Schemen und Schamanen. Terra Fantasy #32, 1977.
- Der verzauberte Kreuzzug. Terra Fantasy #91, 1981.